# Sortymentacja drewna okrągłego
Sortymentacja drewna okrągłego – zbiór zasad, wymagań ogólnych i szczegółowych, oraz przepisów regulujących sposoby klasyfikacji drewna okrągłego w zależności od jego wymiarów, jakości i przeznaczenia.

## Historia sortymentacji drewna okrągłego w Polsce
Pierwsze wiadomości o towarach drzewnych i innych produktach leśnych na ziemiach Polski pochodzą z XII wieku i dotyczą Pomorza Zachodniego, skąd wywożono drogą morską duże ilości drewna, smoły, dziegciu i popiołu (potażu). Głównym przedmiotem eksportu towarów leśnych na rynki zachodnie były materiały drzewne do budowy okrętów, drewno masztowe i wymienione wcześniej produkty przerobu chemicznego. Do portu gdańskiego spławiano z całej Polski drzewo na budowlę, klepkę, wańczos, belki. Interesujące dane dotyczące rodzajów sortymentów drzewnych, ich wymiarów i przeznaczenia oraz cen uzyskiwanych za nie w Gdańsku zawiera dokument architekta skarbowego z roku 1572 zatytułowany: Nauka staroście i urzędnikom zamieszczony w Inwentarzu zamku Osiecznika. W latach 1811–1823 w związku z rozwojem rynku drzewnego rząd pruski w celu ujednolicenia sortymentacji przy wyróbce drewna przyjął następujące jednostki obrachunkowe: sążeń kubiczny (ok. 1,5 m³) oraz sążeń bieżący (ok. 2,9 mb). W 1830 r. ukazała się instrukcja w sprawie sprzedaży mniej wartościowego drewna dla uboższej ludności. Osobne przepisy regulowały zasady dostaw drewna dla wojska, urzędów i instytucji kościelnych.
Głównym rynkiem zbytu drewna dla ziem Królestwa Polskiego były Niemcy. Monopol Rosji na tym rynku zapewniały umowy handlowe z Niemcami. Na przełomie XIX i XX w drewno to spławiano do Torunia – najbliższego pruskiego portu drzewnego. Drewno przeznaczone na eksport klasyfikowano według norm i wymagań rynku niemieckiego. W związku z rozwojem w Niemczech i na zachodzie Europy nowych gałęzi przemysłu, straciły zupełnie na znaczeniu tak ważne do niedawna kategorie towaru leśnego, jak maszty i różne rodzaje drewna okrętowego, a pojawiły się nowe, jak kopalniaki, podkłady kolejowe, różne sortymenty tartaczne, papierówka, drewno celulozowe, a później także drewno sklejkowe i okleinowe.
Całością normalizacji zajmował się, jako pierwszy w Polsce, Komitet Techniczny przy Ministerstwie Przemysłu i Handlu, powołany 2 lipca 1923 r. W 1924 r. Komitet ten został przekształcony przez Radę Ministrów w Polski Komitet Normalizacyjny. Nie wydał on do II wojny światowej żadnej normy dotyczącej rolnictwa i leśnictwa. Pierwsze przepisy dotyczące podziału surowca drzewnego na sortymenty ukazały się w 1918 r., a w 1937 r. Dyrekcja Naczelna Lasów Państwowych (obecnie Dyrekcja Generalna Lasów Państwowych) wydała Instrukcję w sprawie sortowania i pomiaru drewna w Lasach Państwowych oraz Tabele sortymentacyjne. Instrukcja wprowadziła podział drewna na grupy i klasy wymiarowe, natomiast tabele ustaliły terminologię sortymentów, które były aktualne jeszcze do niedawna.
Władze okupacyjne zlikwidowały PKN. Materiały badawcze, gromadzone podczas wojny w konspiracji, trafiły do reaktywowanego PKN po wyzwoleniu (21 kwietnia 1945 r.). Zwięzłe i treściwe tablice klasyfikacji jakościowej zastępowano licznymi normatywami. Wydana wówczas instrukcja w sprawie sortowania i pomiaru drewna dzieliła je na dwa rodzaje – drewno iglaste i liściaste – a dalej, w zależności od części drzewa, z jakiej pochodzi, dzieliła je na:
1. drewno nadziemnej części drzewa bez pniaka,
2. drewno z podziemnej części drzewa łącznie z pniakiem, czyli karpinę.

Drewno pochodzące z nadziemnej części drzewa bez pniaka dzieliła na:
1. grubiznę o średnicy 7 cm i wyżej, mierzonej wraz z korą w cieńszym końcu,
2. drobnicę o średnicy poniżej 7 cm, mierzonej wraz z korą w grubszym końcu.

Rozróżniało się sortymenty: drewno grube: dłużyce (9 m i wyżej), kłody (1-9 m), wyrzynki (do 1 m), oraz drewno cienkie: żerdzie, laski na obręcze, choinki, szczapy użytkowe, wałki użytkowe, chrust użytkowy, karpina użytkowa, szczapy opałowe, łupki opałowe, wałki opałowe, gałęzie opałowe, chrust opałowy, wióry i trzaski, odpady opałowe, karpina opałowa.
Do 1993 r. obowiązywały w Polsce zasady klasyfikacji przeznaczeniowej. Taka klasyfikacja od dawna budziła zastrzeżenia co do swojej złożoności. Pracę nad klasyfikacją jakościowo-wymiarową podjął w 1989 r. zespół wybitnych specjalistów (na terenie ówczesnych OZLP (obecnie RDLP): Łódź, Radom, Olsztyn, Szczecinek, Poznań, Kraków). Nową klasyfikację – Klasyfikację Jakościowo Wymiarową – wdrożono 1 lipca 1993 r.
Konstruując zarys nowego systemu klasyfikacji surowca drzewnego starano się zaprojektować taki jego podział, który pozwoliłby na opracowanie jak najmniejszej liczby norm. Jednocześnie normy te w maksymalny sposób zbliżono do przepisów i zasad klasyfikacji obowiązujących w krajach EWG. Biorą one jednak pod uwagę rzeczywiste cechy zarówno wymiarowe i jakościowe krajowych drzewostanów.
Pomimo funkcjonowania w wielu krajach klasyfikacji jakościowo-wymiarowej, mającej niezaprzeczalne zalety, stosowany jest dodatkowo, głównie do celów handlowych, pewien typ klasyfikacji przeznaczeniowej obejmującej drewno o szczególnych walorach użytkowych. Dodatkowy podział dotyczy klas A, B, C i grupy S1. W ewidencji podział ten oznaczony jest wyróżnikiem:
- 0 – drewno bez określania,
- 1 – drewno specjalne.

W celu identyfikacji surowca przyjmuje się następującą zasadę:
- W klasie A jako drewno specjalne wpisuje się drewno okleinowe.
- W klasie B jako specjalne wpisuje się drewno sklejkowe.
- W klasie C oraz grupie S1 jako drewno specjalne wpisuje się drewno na słupy teleenergetyczne.

## Literatura
- Józef Broda, Zarys historii gospodarstwa leśnego w Polsce, PWRiL, Warszawa 1998
- Edward Więcko, Lasy i przemysł leśny w Polsce, PWRiL, Warszawa 1960
- Marian Kubiak, Zbigniew Laurow, Surowiec drzewny, Fundacja „ROZWÓJ SGGW”, Warszawa 1994
- Andrzej Gembarzewski, Klasyfikacja jakościowo-wymiarowa surowca drzewnego – Założenia i podstawy, Głos Lasu, 1991
- Mały Przewodnik Leśny, praca zbiorowa pod redakcją K. Korzeniowskiego i J. Kostyrki, Spółdzielnia „Las” w Warszawie, 1946
- Zygmunt Patalas, Wnioski z konferencji naukowo-technicznej na temat sortymentacji drewna (12-13.10.1970), „Las Polski” nr 23, 1970
- Szczegółowe zasady wdrażania norm opartych na KJW w jednostkach organizacyjnych Lasów Państwowych, DGLP, Warszawa 1993
- Andrzej Ballaun, Wdrożenie norm KJW w Lasach Państwowych, „Głos Lasu” nr 4, 1993